# Senfira Ramasanowna Magomedalijewa
Senfira Ramasanowna Magomedalijewa (russisch Зенфира Рамазановна Магомедалиева, englisch Zenfira Ramazanovna Magomedalieva; * 8. Februar 1988 in Tljarata, Dagestanische ASSR) ist eine russische Boxerin im Mittelgewicht.

## Karriere
Mit dem Boxen begann sie an der Dagestanskiy Gosudarstvennyy Pedagogicheskiy Universitet (Dagestan State Pedagogical University) in Machatschkala. Trainiert wurde sie bisher unter anderem von Alexei Schachschinow, Jewgeni Takatschenko und Iwan Schidlowski.
Senfira Magomedalijewa wurde 2013 erstmals Russische Meisterin im Schwergewicht, nachdem sie 2009, 2011 und 2012 jeweils Bronze erkämpft hatte.
Sie nahm daraufhin im Schwergewicht an den Weltmeisterschaften 2014 in Jeju-si teil und gewann mit einem Finalsieg gegen Lyazzat Kungenbayeva die Goldmedaille. 2016 wurde sie in Sofia Europameisterin im Schwergewicht und bezwang dabei im Finale Sylwia Kusiak, schied aber bei den Weltmeisterschaften 2016 in Astana im Viertelfinale mit 1:2 gegen Shadasia Green auf einem fünften Platz aus.
2019 wurde sie in Alcobendas mit Siegen gegen Katsiaryna Kavaleva, Flavia Severin und Tetiana Schewtschenko erneut Europameisterin im Schwergewicht und konnte im Halbschwergewicht auch die Weltmeisterschaften 2019 in Ulan-Ude gewinnen, wobei sie sich im Finale gegen Elif Güneri durchsetzen konnte.
Bei der europäischen Olympiaqualifikation im März 2020 in London, die aufgrund der COVID-19-Pandemie unterbrochen und im Juni 2021 in Paris fortgesetzt wurde, besiegte sie im Mittelgewicht Tímea Nagy, Şennur Demir und Nouchka Fontijn, womit sie sich für die 2021 in Tokio ausgetragenen Olympischen Spiele qualifizierte. Bei Olympia erreichte sie mit Siegen gegen Naomi Graham und Rady Gramane das Halbfinale, wo sie gegen Li Qian mit einer Bronzemedaille ausschied.

## Sonstiges
Sie ist verheiratet und Mutter einer Tochter.